# Gustav Falck
Gustav Falck, född den 18 januari 1874, död den 22 september 1955, var en dansk museiman.
Falck blev efter konsthistoriska studier i Danmark och utlandet assistent vid Kungliga kopparstickssamlingen 1901 och var inspektör där 1912-19. Han verkade 1928-30 som direktör för Statens Museum for Kunst och blev 1930 sekreterare i Ny Carlsbergfonden. Falck offentliggjorde avhandlingar i Kunstmuseets Aarsskrift, Kunstbladet, Tidskrift för konstvetenskap och andra tidskrifter.

## Utmärkelser
- Riddare av Dannebrogorden,  1928[1]
- Dannebrogsmännens hederstecken,  1937[1]

[Redigera Wikidata]